# La casa degli spiriti (film 1927)
La casa degli spiriti (Easy Pickings) è un film muto del 1927 diretto da George Archainbaud. Sceneggiato da William A. Burton e Louis Stevens su un soggetto di Paul A. Cruger, era interpretato da Anna Q. Nilsson, Kenneth Harlan, Philo McCullough, Billy Bevan.

## Trama
Il ricco Simeon Van Horne muore, avvelenato da Stewart, il suo avvocato, che ha voluto eliminarlo per poter mettere le mani sulle sue proprietà, che dopo la morte, andranno divise e assegnate ai suoi due eredi, il giovane Peter Van Horne e Dolores, la cugina di Peter. Sapendo che Dolores è morta, Stewart ha progettato infatti di sostituirla con Mary Ryan, facendola passare per lei e, attraverso la ragazza, impadronirsi della sua parte di eredità. La storia intanto si ingarbuglia: Tony, il compagno di Mary, è attirato in un passaggio segreto; il corpo di Von Horne scompare; Remus, il servitore di colore, scorge una nera figura incappucciata; intanto, nella casa, le luci vanno e vengono, provocando inquietudine negli ospiti spaventati. La figura misteriosa gioca una serie di brutti scherzi al detective incaricato del caso. L'incappucciato (sotto i cui panni si nasconde di volta in volta Tony o il dottor Naylor) terrorizza Stewart, riuscendo a indurlo a confessare il suo delitto. Peter si rende conto che Mary merita anche lei una parte dell'eredità e allora la convince della verità del suo amore.

## Produzione
Il film fu prodotto dalla First National Pictures.

## Distribuzione
Il copyright del film, richiesto dalla First National Pictures, Inc., fu registrato il 7 febbraio 1927 con il numero LP23636.
Distribuito dalla First National Pictures, il film uscì nelle sale cinematografiche il 20 febbraio 1927. In Brasile, fu ribattezzato Dinheiro Fácil.
In Italia, dove prese il titolo La casa degli spiriti, ottenne - dopo essere stato vietato in prima istanza - il visto di censura numero 20721 approvato in appello il 18 giugno 1925 a condizione di "Eliminare la scena in cui si vedono gli scheletri in azione".
Una copia completa della pellicola si trova conservata a Roma, negli archivi della Cineteca Nazionale.